# Саша Анеф
Саша Александър Анеф Медрано (на испански: Sasha Alexander Aneff Medrano) е футболист от Уругвай. Играе като нападател за професионални отбори от Уругвай, България, Словения, Хърватия, Швеция и Индия. Роден е на 26 юни 1991 г. в град Монтевидео, има български етнически произход.

## Кариера

### Дефенсор Спортинг
От 2009 г. играе за Дефенсор Спортинг от Монтевидео, който участва в Примера дивисион де Уругвай. Записва само 5 мача.

### Расинг Монтевидео
През сезон 2011/2012 играе под наем в Расинг, но отново не успява да се наложи и играе само в 3 мача.

### Ботев Враца
В началото на септември 2012 г. е привлечен в Ботев (Враца) под наем.